# Alexandra Simons de Ridder
Alexandra Simons de Ridder (Colonia, 29 de octubre de 1963) es una jinete alemana que compitió en la modalidad de doma.
Participó en los Juegos Olímpicos de Sídney 2000, obteniendo una medalla de oro en la prueba por equipos (junto con Isabell Werth, Nadine Capellmann y Ulla Salzgeber). Ganó una medalla de oro en el Campeonato Europeo de Doma de 1999.

## Palmarés internacional
| Juegos Olímpicos   | Juegos Olímpicos      | Juegos Olímpicos | Juegos Olímpicos |
| Año                | Lugar                 | Medalla          | Categoría        |
| ------------------ | --------------------- | ---------------- | ---------------- |
| 2000               | Sídney (Australia)    | Medalla de oro   | Por equipos      |
| Campeonato Europeo |                       |                  |                  |
| Año                | Lugar                 | Medalla          | Categoría        |
| 1999               | Arnhem (Países Bajos) | Medalla de oro   | Por equipos      |